# Antonio José Amar y Borbón
Antonio José Amar y Borbón Arguedas (Saragozza, 1742 – Saragozza, 1826) è stato un ufficiale militare e coloniale spagnolo.
Tra il 16 settembre 1803 ed il 20 luglio 1810 fu anche viceré della Nuova Granada.
Durante il suo mandato affrontò le prime fasi del movimento indipendentista. Viene ricordato anche per aver introdotto i balli in maschera nella società di Bogotà.

## Biografia

### Gioventù
Amar apparteneva ad una distinta famiglia di medici. Il padre, José Amar y Arguedas, era il medico personale di re Ferdinando VI; il nonno, Miguel Borbón y Berne, lo era di re Carlo III; e la sorella Josefa faceva parte della Società Medica Reale di Barcellona.
All'età di 20 anni entrò come cadetto nel Reggimento di Cavalleria Farnesio. Fece carriera, venendo promosso brigadiere dopo 31 anni di servizio. Partecipò all'assedio di Gibilterra del 1779 e alla guerra contro la Francia rivoluzionaria, che iniziò nel 1792. Si distinse in quest'ultimo conflitto quando coprì la ritirata delle truppe spagnole a Tolosa, sulla frontiera di Gipuzkoa, nel 1794.
Per i meriti ottenuti in battaglia fu nominato cavaliere dell'Ordine di Santiago nel 1770, e tenente generale dell'esercito reale nel 1802. Il 26 luglio 1802 fu nominato viceré, governatore e capitano generale della Nuova Granada, e presidenza dell'Audiencia di Bogotà.

### Arrivo a Bogotà
Il 16 settembre 1803 presentò le proprie credenziali al predecessore, Pedro Mendinueta, a Bogotá, ricevendo un sontuoso benvenuto:
(Baquero, 1988)
Arrivò a Bogotá dopo l'epidemia di vaiolo, portando con sé una cura per guarirlo. Il 19 dicembre ricevette un altro benvenuto ufficiale, a San Diego. Il 20 gennaio 1804 iniziarono i preparativi per una festa reale dedicata al nuovo viceré, festa che prese il via il 29. Il 30 ci furono le lotte con i tori e quella notte e la seguente furono illuminate. I balli in maschera si tennero l'1 e 2 febbraio e la festa proseguì fino al 6. I balli in maschera, che si dice divertissero in particolare la viceregina, erano una novità per la società di Bogotá.

### Governo
L'amministrazione di Amar fu divisa in due parti dall'invasione della Spagna effettuata nel 1808 dalla Francia napoleonica. Nel primo periodo (1803-08), si trattò di semplice routine. Nella seconda fase, fino all'indipendenza del 20 luglio, affrontò la destabilizzazione del regime e la perdita di potere coloniale della Spagna.
Decise di continuare le politiche progressiste dei viceré della seconda metà del XVIII secolo (ad esempio le riforme borboniche), ma si trovò dinanzi persone influenzate dalle idee dell'illuminismo francese, sull'orlo di una guerra d'indipendenza. Sostenne la spedizione botanica di José Celestino Mutis e la ricerca scientifica di Francisco José de Caldas.
Dal 1805 Amar iniziò a manifestare problemi di salute, con perdita dell'udito.
Ottenne grande aiuto da re Ferdinando VII dopo essere stato fatto prigioniero dai francesi, ma il vuoto di potere causato nella colonia dalla crisi erose l'autorità degli ufficiali reali, dando nuova linfa ai creoli. Amar non accettò la richiesta dei creoli di poter formare una forza militare di difesa contro i francesi, dato che non credeva nella loro lealtà alla corona. D'altra parte i creoli temevano che il viceré e l'audiencia volessero allearsi con i francesi.
All'inizio del settembre 1809, al tempo della rivoluzione di Quito, Amar y Borbón convocò due riunioni ufficiali degli oidores (membri dell'Audiencia), procuratori pubblici, civili, impiegati ecclesiastici e membri dell'alta società della capitale per decidere che azioni intraprendere contro i ribelli. Questi concili si divisero tra creoli e Peninsulares, con i primi che rifiutarono la proposta di mandare truppe a sedare la rivolta. Alla fine il viceré decise di mandare una commissione di pace a negoziare e, contemporaneamente, truppe a contenere la ribellione in caso di fallimento del negoziato.
Amar fece mettere in catene Antonio Nariño (precursore dell'indipendenza colombiana) nel Fort San José de Bocachica a Cartagena. In seguito fu trasferito sotto la giurisdizione dell'Inquisizione. Anche Balthasar Miraño fu arrestato per attività sovversive e spedito a Cartagena. Camilo Torres protestò contro la riduzione del numero dei deputati americani nelle Cortes chiamati dalla Suprema Giunta di Siviglia.

### Il rovesciamento
Il 20 luglio 1810 iniziò una rivolta a Bogotá. Gli insorti chiesero e ottennero la convocazione di una riunione aperta a tutti i cittadini. Da questa riunione uscì eletta per acclamazione popolare una Supreme Junta del Regno della Nuova Granada, con il viceré Amar quale presidente. La sua elezione a capo della Junta ottenne poco supporto in città e girarono voci secondo cui avrebbe pianificato un contrattacco. Il 25 luglio 1810 fu rimosso dall'incarico. José Miguel Pey, nuovo presidente della Supreme Junta, ordinò l'arresto del viceré e della moglie.
Pochi giorni dopo, il 1º agosto, ricevette una comunicazione proveniente dalla Supreme Junta di Siviglia che gli ordinava di lasciare il suo posto a un nuovo viceré, Francisco Javier Venegas. (Amar l'aveva già fatto nel frattempo).
Le pressioni popolari portarono nuovamente al suo arresto il 13 agosto. La Giunta della capitale non approvò questa nuova azione. Il 15 lo spostarono in segreto dalla capitale al convento di La Popa di Cartagena, dove fu tenuto prigioniero fino alla sua deportazione a L'Avana, e da qui alla Spagna, il 12 ottobre.
Dato che molte delle sue proprietà erano state confiscate per ripagare le condanne in tribunale, giunse in Spagna praticamente nullatenente. Il tentativo di assicurarsi un posto da ministro nel governo reale, grazie al quale recuperare i suoi averi, si dimostrò infruttuoso. Fu nominato consigliere ufficiale di stato nel 1820, ricoprendo altri importanti incarichi. Nel 1824 dovette subire un lungo processo, da cui uscì assolto. Morì nel 1826 a Saragozza.